# Nicàtor gorjagroc
El nicàtor gorjagroc (Nicator vireo) és un ocell de la família dels nicatòrids (Nicatoridae).

## Hàbitat i distribució
Habita els boscos del sud del Camerun, Guinea Equatorial, el Gabon, República del Congo i sud de la República Centreafricana, nord i nord-est de la República Democràtica del Congo i l'extrem oest d'Uganda, cap al sud al centre d'Angola i sud-oest i sud de la República Democràtica del Congo.